# Калініно (Калінінградська область)
Калініно (рос. Калинино) — селище Нестеровського району, Калінінградської області Росії. Входить до складу Чистопрудненського сільського поселення.
Населення —  499 осіб (2015 рік). 

## Населення
| 2002 | 2010 |
| ---- | ---- |
| 509  | ↘499 |